# يوحنا بيترسون
يوحنا بيترسون (بالسويدية: Johan Pettersson)‏ (8 سبتمبر 1989 أمستردام هولندا - ) هو لاعب كرة قدم سويدي يلعب كلاعب وسط.

## روابط خارجية
- يوحنا بيترسون على موقع اتحاد السويد (السويدية)
- يوحنا بيترسون على موقع قاعدة بيانات كرة القدم.إي يو (الإنجليزية)